# Spojená vévodství Jülišsko-Klévsko-Berg
Spojená vévodství Jülišsko-Klévsko-Berg (německy Vereinigte Herzogtümer Jülich-Kleve-Berg, nizozemsky Verenigde Hertogdommen Gulik-Kleef-Berg) byla personální unie tří německých států Svaté říše římské, a to vévodství Klévska, Jülišska a Bergu v Dolnorýnsko-vestfálském kraji. Svazek vznikl roku 1521, když jülišsko-bergský vévoda zdědil Klévsko s hrabstvím Mark. Zaniklo roku 1614 po válce o nástupnictví mezi falcko-neuburským falckrabětem Wolfgangem Vilémem a braniborským kurfiřtem Janem Zikmundem. Výsledná smlouva z Xantenu rozdělila území mezi ně.
Na těsnější spojení těchto tří zemí později navázalo Prusko zřízením provincie Jülišsko-Klévsko-Berg v roce 1815.

## Územní celky

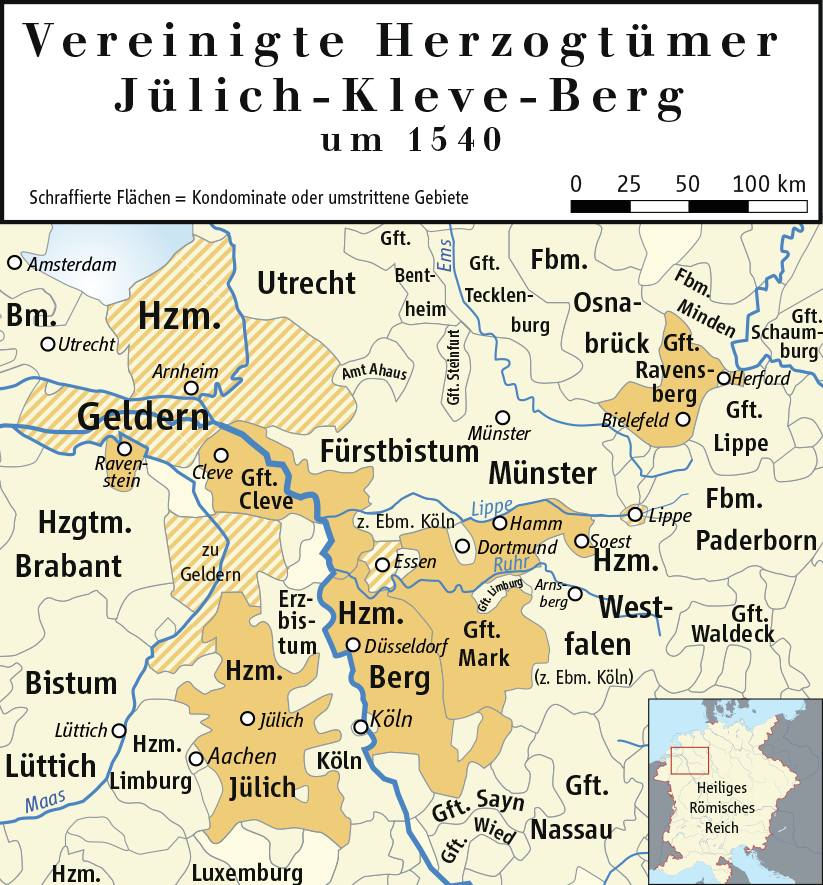
Mapa soustátí v roce 1540

- Bergské vévodství
- Klévské vévodství
- Jülišské vévodství
- Hrabství Mark
- Ravensberské hrabství
- Ravensteinské panství